# Хабибов, Ансор Мухамаддовудович
Ансор Мухамаддовудович Хабибов (20 июля 2003, Душанбе или Сарикишти, Ленинский район, Таджикистан) — российский футболист, полузащитник тульского «Арсенала».

## Биография
Родился в Душанбе (Таджикистан). Начал заниматься футболом в семь лет, первый тренер Игорь Горбатов (спортшкола «Ока» Алексин). Воспитанник школы тульского «Арсенала». С сентября 2016 по март 2018 — в УОР № 5 Егорьевск. 29 августа 2021 года дебютировал в первенстве ФНЛ-2 за фарм-клуб «Арсенала». 6 марта 2022 года в гостевом матче «Арсенала» против «Крыльев Советов» (2:2) провёл первую игру в РПЛ, выйдя на замену на 90+2-й минуте.